# 6 juillet
Pour les articles homonymes, voir Six-Juillet.
6 juin 6 août
Chronologies thématiques
- Croisades
- Ferroviaires
- Sports
- Disney
- Anarchisme
- Catholicisme

Abréviations / Voir aussi
- (° 1852) = né en 1852
- († 1885) = mort en 1885
- a.s. = calendrier julien
- n.s. = calendrier grégorien
- Calendrier
- Calendrier perpétuel
- Liste de calendriers
- Naissances du jour

Le 6 juillet est le 187e jour, moins souvent le 188e, de l'année du calendrier grégorien ; il en reste ensuite 178.
Son équivalent était généralement le 18 messidor du calendrier républicain ou révolutionnaire français, officiellement dénommé jour de la gesse (une plante à fleurs).
C'est la fin du 夏至 (xiàzhì / xiazhi) chinois (et asiatique sous d'autres noms, écritures et /ou prononciations du solstice d'été, en Asie extrême-orientale et ses diasporas mondialisées), amorcé autour du 21 juin comme dans le reste de l'hémisphère nord terrestre.

## Événements

### IVesiècleav. J.-C.
- -371 : bataille de Leuctres, victoire des Thébains contre les Spartiates.

### VIIesiècle
- 640 : fin de la Bataille d'Héliopolis : L'armée musulmane arabe dirigée par 'Amr ibn al-'As bat les forces byzantines près d'Héliopolis  en Égypte.

### Xesiècle
- 969 : fondation de la ville du Caire[1].

### XIesiècle
- 1016 : bataille de Pontlevoy, victoire de Foulques III, comte d'Anjou, allié à Herbert du Mans, sur Eudes II, comte de Blois.

### XIIesiècle
- 1189 : Richard Cœur de Lion devient roi d'Angleterre.

### XIIIesiècle
- 1253 : couronnement du roi de Lituanie Mindaugas[2],[3].

### XVesiècle
- 1411 : L'amiral Zheng He de la Dynastie Ming retourne à Nankin après le troisième voyage au trésor et présente le roi cinghalais, capturé durant la Guerre Ming-Kotte, à l'empereur Yongle.
- 1438 : un compromis temporaire entre les paysans rebelles de Transylvanie et les nobles est signé à l'abbaye de Kolozsmonostor.
- 1483 : en Angleterre, couronnement de Richard III et de Anne Neville en l'Abbaye de Westminster[4].
- 1495 : bataille de Fornoue.

### XVIesiècle
- 1560 : signature du traité d'Édimbourg.
- 1573 : fin du siège de La Rochelle.

### XVIIesiècle
- 1641 : bataille de la Marfée.
- 1685 : bataille de Sedgemoor.

### XVIIIesiècle
- 1746 : première bataille de Négapatam.
- 1759 : début de la bataille de Fort Niagara.
- 1770 : bataille de Tchesmé.
- 1777 : siège de Fort Ticonderoga.
- 1779 : bataille de la Grenade.
- 1782 : troisième bataille de Négapatam.

### XIXesiècle
- 1801 : première bataille d'Algésiras.
- 1809 :
  - fin de la bataille de Wagram ;
  - enlèvement du pape Pie VII.
- 1815 : combat de Tolú.
- 1827 : signature du traité de Londres, pour la pacification de la Grèce.
- 1836 : bataille de la Sikkak.
- 1880 : Promulgation de la loi Raspail ayant pour objet l'établissement d'un jour de fête nationale annuelle qui retient la date du 14 juillet pour commémorer à la fois la prise de la Bastille — symbole de la fin de la monarchie absolue — survenue le 14 juillet 1789 et la Fête de la Fédération, l'une des nombreuses fêtes révolutionnaires, célébrée un an plus tard, le 14 juillet 1790[5].
- 1894 : massacre de Pullman aux États-Unis ; 13 ouvriers grévistes sont tués, et 53 blessés, lors d'une attaque d'une milice[6].

### XXesiècle
- 1943 : bataille du golfe de Kula.
- 1962 : essai nucléaire "Sedan".
- 1963 : Création du parc national de la Vanoise, en Savoie, accolé à la frontière franco-italienne, qui s'étend sur le massif de la Vanoise, couvrant une superficie de 528,39 km2 entre la vallée de l'Isère, la Tarentaise au nord et celle de l'Arc, la Maurienne au sud.
- 1964 : indépendance du Malawi[7].
- 1967 : début de la guerre du Biafra.
- 1973 : première des trois apparitions mariales d'Akita qui ont toutes lieu cette année-là et qui seront suivies de 101 lacrimations de la statue de Notre-Dame d'Akita. Ces événements sont reconnus comme authentique par l'Église catholique[8].
- 1975 : indépendance de l'union des Comores.
- 1988 : catastrophe de la plate-forme pétrolière Piper Alpha près du gisement Piper en mer du Nord, au large de l'Écosse, provoquée par une fuite de condensat de gaz naturel : 167 morts.
- 1997 : Ung Huot est nommé Premier ministre du Cambodge.

### XXIesiècle
- 2009 : Jadranka Kosor devient Premier ministre de la Croatie.
- 2011 : résolution numéro 1995 du Conseil de sécurité des Nations unies ; création d'un tribunal international chargé de juger les personnes accusées d’actes de génocide, ou d’autres violations graves du droit international humanitaire, commis sur le territoire du Rwanda, et les citoyens rwandais accusés de tels actes ou violations commis sur le territoire d’États voisins, entre le 1er janvier et le 31 décembre 1994.
- 2018 : Shōkō Asahara et six autres membres de la secte Aum Shinrikyō responsable d'un attentat au gaz sarin dans le métro de Tokyo au Japon y sont exécutés par pendaison.

## Arts, culture et religion
- 1415 : le concile de Constance condamne Jean Hus comme hérétique.
- 1651 : achèvement d’impression de L’Histoire de France depuis Pharamond jusqu'à Louis XIII réduite en sommaire, par l'historien, dramaturge, poète, héraldiste et généalogiste français Jean Royer de Prade, pour le compte du libraire Antoine de Sommaville.
- 1957 : Paul Mc Cartney fait la connaissance de John Lennon.

## Sciences et techniques
1885 : première vaccination contre la rage par Louis Pasteur.

## Économie et société
- 1990 : fondation de l'Electronic Frontier Foundation.
- 2013 : un train contenant 72 wagons de pétrole brut déraille à Lac-Mégantic, au Québec, provoquant un incendie causant 47 morts.
- 2020 : formation en France d'un nouveau gouvernement par Jean Castex à la suite d'un premier déconfinement entamé le 14 mai précédent puis au second tour des élections municipales fin juin non victorieux pour la majorité parlementaire En Marche du président de la République Emmanuel Macron.

## Naissances

### XIIesiècle
- 1164 : Frédéric V de Souabe, duc de Souabe († 28 novembre 1170).

### XVIesiècle
- 1555 : Louis II de Guise, cardinal français de Lorraine († 24 décembre 1588).

### XVIIesiècle
- 1686 : Antoine de Jussieu, botaniste français († 22 avril 1758).

### XVIIIesiècle
- 1747 : John Paul Jones, militaire américain († 18 juillet 1792).
- 1756 : François-Antoine-Marie de Méan, dernier prince-évêque de Liège de 1792 à 1801, archevêque de Malines de 1817 à 1831 et premier primat de Belgique († 15 janvier 1831).
- 1766 : Alexander Wilson, naturaliste et poète américain († 23 août 1813).
- 1778 : Jean-Baptiste Bory de Saint-Vincent, militaire, naturaliste et géographe français († 22 décembre 1846).
- 1782 : Charles Letombe, architecte français († 27 octobre 1835).
- 1785 : William Jackson Hooker, botaniste britannique († 12 août 1865).
- 1796 : Nicolas Ier (Николай Павлович Романов), tsar de Russie et roi de Pologne, de 1825 à 1855, et grand-duc de Finlande († 2 mars 1855).

### XIXesiècle
- 1817 : Rudolph Albert von Kölliker, biologiste suisse († 2 novembre 1905).
- 1818 : Adolf Anderssen joueur d'échecs allemand († 13 mars 1879).
- 1821 : Jozef Delin, peintre belge († 13 décembre 1892).
- 1832 : Maximilien Ier, empereur du Mexique de 1864 à 1867 († 19 juin 1867).
- 1858 : Jesús María Echavarría y Aguirre, évêque de Saltillo († 5 avril 1954).
- 1859 : Verner von Heidenstam, poète suédois, prix Nobel de littérature en 1916 († 20 mai 1940).
- 1864 : Alberto Nepomuceno, compositeur brésilien († 16 octobre 1920).
- 1865 : Émile Jaques-Dalcroze, musicien, compositeur, pédagogue et chansonnier suisse († 1er juillet 1950).
- 1868 : Augusta Kochanowska, peintre et illustratrice polonaise († 7 décembre 1927).
- 1879 : Henri Jobier, escrimeur français, champion olympique par équipe († 25 mars 1930).
- 1884 : Harold Stirling Vanderbilt, homme d'affaires américain († 4 juillet 1970).
- 1885 : Ernst Busch, militaire allemand († 17 juillet 1945).
- 1886 : 
  - Marc Bloch, historien et résistant français († 16 juin 1944).
  - Annette Kellerman, nageuse synchronisée et actrice australienne († 6 novembre 1975).
- 1898 : Hanns Eisler, compositeur germano-autrichien († 6 septembre 1962).

### XXesiècle
- 1903 : Axel Hugo Theodor Theorell, biochimiste suédois, prix Nobel de physiologie ou médecine en 1955 († 15 août 1982).
- 1907 :
  - Frida Kahlo, peintre mexicaine († 13 juillet 1954).
  - George Stanley, historien et homme politique canadien († 13 septembre 2002).
- 1908 : René Troadec, officier et administrateur français, Compagnon de la Libération († 10 août 1986).
- 1909 : Jean Taris, nageur français, détenteur de nombreux records du monde († 10 janvier 1977).
- 1911 : LaVerne Andrews, sœur aînée contralto du trio vocal  « close harmony » de chanteuses américaines de jazz des années 1940 "The Andrews Sisters" / "Les Sœurs Andrews" († 8 mai 1967).
- 1912 : Heinrich Harrer, alpiniste autrichien († 7 janvier 2006).
- 1917 : Arthur Lydiard, athlète et entraîneur néo-zélandais († 11 décembre 2004).
- 1918 : Sebastian Cabot, acteur britannique († 22 août 1977).
- 1919 : Ernst Haefliger, artiste lyrique suisse († 17 mars 2007).
- 1921 :
  - Allan MacEachen, homme politique canadien († 12 septembre 2017).
  - Nancy Reagan, actrice et première dame des États-Unis († 6 mars 2016).
- 1922 : William Schallert, acteur américain († 8 mai 2016).
- 1923 :
  - Madame Claude (Fernande Grudet dite), proxénète française († 19 décembre 2015).
  - Wojciech Jaruzelski, militaire polonais, président de la République de Pologne de 1985 à 1990 († 25 mai 2014).
- 1924 :
  - Maurice Perron, photographe québécois († 27 février 1999).
  - Robert Michael White, astronaute américain († 17 mars 2010).
- 1925 :
  - Merv Griffin, cinéaste américain († 12 août 2007).
  - Bill Haley, musicien américain († 9 février 1981).
- 1927 :
  - Jan Hein Donner, joueur d'échecs néerlandais († 27 novembre 1988).
  - Janet Leigh, actrice américaine († 3 octobre 2004).
- 1928 : Raul Sampaio Cocco, auteur, compositeur et  interprète brésilien. († 26 janvier 2022).
- 1929 : 
  - Hélène Carrère d'Encausse (Hélène Carrère née Zourabichvili dite), historienne française également russophone d'origine géorgienne, secrétaire perpétuelle de l'Académie française. († 5 août 2023).
  - Jean-Pierre Mocky (Jean-Paul Adam Mokiejewski dit), réalisateur, scénariste, acteur, producteur de cinéma français voire historien du cinéma et de ses gens (voire natif de 1933 ci-après, † 8 août 2019).
- 1930 :
  - George Armstrong, joueur de hockey sur glace canadien.
  - Françoise Mallet-Joris, auteure française († 13 août 2016).
  - Peter Wieland, chanteur allemand († 2 mars 2020).
- 1931 :
  - Jean Campeau, gestionnaire et homme politique québécois.
  - Antonella Lualdi, actrice italienne.
  - Louis Mexandeau, député français du Calvados et plusieurs fois ministre.
  - Della Reese, actrice et chanteuse américaine († 19 novembre 2017).
- 1933 : Jean-Pierre Mocky, cinéaste français (voire natif de 1929 ci-avant, † 8 août 2019).
- 1935 : Tenzin Gyatso (བསྟན་འཛིན་རྒྱ་མཚོ་) (né Lhamo Dhondup), 14e dalaï-lama en titre, chef spirituel et temporel du Tibet, exilé en Inde du nord en 1959 à la suite de l'invasion du Tibet par la Chine communiste.
- 1936 :
  - Dave Allen, acteur irlandais († 10 mars 2005).
  - Grand Jojo (Jules Vanobbergen dit), chanteur belge. († 1er décembre 2021).
- 1937 :
  - Vladimir Ashkenazy, musicien islandais.
  - Ned Beatty, acteur américain († 13 juin 2021).
  - Gene Chandler, chanteur américain.
  - Michael Sata, homme politique zambien, président de la Zambie de 2011 à 2014 († 28 octobre 2014).
- 1939 : 
  - Jet Harris, musicien britannique, bassiste du groupe The Shadows († 18 mars 2011).
  - Mary Peters, athlète britannique, championne olympique du pentathlon.
- 1940 : 
  - Rex Cawley, athlète américain spécialiste du 400 m haies.
  - Nursultan Nazarbayev (Нұрсұлтан Әбішұлы Назарбаев), homme politique kazakh, président du Kazakhstan de 1990 à 2019.
- 1944 :
  - Pierre Creamer, entraîneur de hockey sur glace québécois.
  - Bernhard Schlink, écrivain de langue allemande.
- 1945 : Burt Ward, acteur américain.
- 1946 :
  - George W. Bush, homme politique américain, gouverneur du Texas de 1995 à 2000 puis président des États-Unis de 2001 à 2009.
  - Peter Singer, philosophe australien.
  - Sylvester Stallone, acteur américain.
- 1947 : Lance Clemons, joueur de baseball américain († 22 janvier 2008).
- 1948 :
  - Nathalie Baye, actrice française.
  - Jean-Pierre Blackburn, homme politique québécois.
  - Brad Park, joueur de hockey sur glace canadien.
- 1949 : Phyllis Hyman, chanteuse américaine († 30 juin 1995).
- 1950 :
  - Serge Pey, écrivain et poète français.
  - Hélène Scherrer, femme politique québécoise.
  - Sultan Rakhmanov, haltérophile soviétique, champion olympique.
- 1951 :
  - Béatrice Chatelier, actrice française.
  - Geoffrey Rush, acteur australien.
- 1952 : Hilary Mantel, écrivaine britannique.
- 1956 :
  - Casey Sander, acteur américain.
  - Ariane Thézé, artiste multimédia française et canadienne.
- 1957 : Ron Duguay, joueur et entraîneur canadien de hockey sur glace.
- 1958 : Jennifer Saunders, actrice britannique.
- 1959 : 
  - Richard Dacoury, basketteur français.
  - Philippe Boccara, kayakiste français, quadruple champion du monde.
- 1960 : Valerie Brisco-Hooks, athlète américaine spécialiste du 200 et du 400 m., triple championne olympique.
- 1961 : Benita Fitzgerald-Brown, athlète américaine, championne olympique du 110 m haies.
- 1962 : 
  - Peter Hedges, écrivain et cinéaste américain.
  - Bernard Brégeon, kayakiste français, médaillé olympique.
- 1964 : 
  - Cristina d'Avena, chanteuse, actrice et présentatrice de la télévision italienne, surtout connue pour son interprétation de génériques de dessins animés.
  - Kim Jee-woon (김지운), cinéaste sud-coréen.
  - Yang Young-ja, pongiste sud-coréenne, championne olympique.
- 1967 : Heather Nova, chanteuse américaine.
- 1970 :
  - Inspectah Deck (Jason Hunter dit), chanteur américain.
  - Antonio Harvey, basketteur américain.
  - Jana Thieme, rameuse d'aviron allemande, championne olympique.
- 1971 : Sera Markoff, astrophysicienne américaine.
- 1972 :
  - Isabelle Boulay, chanteuse canadienne surtout francophone.
  - Fabrice Colin, écrivain français.
  - Roger Esteller, basketteur espagnol.
  - Laurent Gaudé, écrivain français.
  - Rossano Galtarossa, rameur d'aviron italien, champion olympique.
- 1974 :
  - Mourad Amirkhanian, artiste lyrique d'origine arménienne.
  - José Roberto da Silva Júnior, footballeur brésilien.
- 1975 : 50 Cent (Curtis James Jackson III dit), rappeur américain.
- 1977 : Audrey Fleurot, actrice française.
- 1978 :
  - Danil Khalimov, lutteur russe et kazakh  († 15 octobre 2020).
  - Tamera Mowry, actrice américaine.
  - Tia Mowry, actrice américaine.
- 1980 : 
  - Pau Gasol, basketteur espagnol.
  - Eva Green, actrice française.
- 1981 : Francesca Antoniotti, présentatrice et chanteuse française.
- 1982 :
  - Ricardo Jorge Novo Nunes, footballeur portugais.
  - Tay Zonday, chanteur, compositeur, interprète, claviériste américain
- 1983 : Gregory Smith, acteur canadien.
- 1986 : Luigi Di Maio, homme politique italien, député, puis ministre du gouvernement depuis 2018.
- 1987 : Kate Nash, chanteuse britannique.
- 1992 : Manny Machado, joueur de baseball professionnel américain.
- 1993 : Jonathan Rodríguez, footballeur uruguayen.
- 1998 : Sarah-Léonie Cysique, judokate française.
- 2000 : Jakub Minárik, joueur slovaque de hockey sur glace.

## Décès

### Xesiècle
- 966 : Bérenger II, roi d'Italie de 950 à 962 (° vers 900).

### XIIesiècle
- 1164 : Adolphe II, comte de Schauenburg et Holstein (° 1128).
- 1189 : Henri II, roi d'Angleterre de 1154 à 1189 (° 5 mars 1133).

### XIIIesiècle
- 1218 : Eudes III, duc de Bourgogne (° 1166).
- 1249 : Alexandre II, roi d'Écosse de 1214 à 1249 (° 24 août 1198).

### XIVesiècle
- 1398 : Giovannino de' Grassi, peintre, sculpteur, architecte et miniaturiste italien (° 1350).

### XVesiècle
- 1415 : Jean Hus, théologien tchèque, brûlé vif à Constance (° entre 1369 et 1373).
- 1476 : Regiomontanus (Johannes Müller von Königsberg dit), astronome, mathématicien et astrologue allemand (° 6 juin 1436).
- 1480 : Antonio Squarcialupi, compositeur italien (° 27 mars 1416).

### XVIesiècle
- 1533 : Ludovico Ariosto, poète italien (° 8 septembre 1474).
- 1535 : Thomas More, juriste, historien, philosophe, humaniste, théologien et homme politique anglais (° 7 février 1478).
- 1553 : Édouard VI, roi d'Angleterre de 1547 à 1553 (° 12 octobre 1537).

### XVIIesiècle
- 1641 : Louis de Bourbon, comte de Soissons (° 1604).
- 1684 : Anne de Gonzague de Clèves, princesse palatine (° 1616).

### XVIIIesiècle
- 1702 : Nicolas Lebègue, musicien français (° 1631).
- 1750 : Jean Diot et Bruno Lenoir, étranglés puis brûlés à Paris pour sodomie (° vers 1710 ; ° vers 1727).
- 1761 : Christoph Wolle, théologien, évangéliste et écrivain allemand de confession luthérienne (° 24 janvier 1700).
- 1779 : Jean-Jacques de Marguerie, mathématicien français (° 12 avril 1742).

### XIXesiècle
- 1805 : Charles Théveneau de Morande, libelliste, espion et polémiste français (° 9 novembre 1741).
- 1818 : Jean Henri Dombrowski, militaire polonais (° 29 août 1755).
- 1819 : Sophie Blanchard, aéronaute française (° 24 mars 1778).
- 1829 : Pierre Dumanoir le Pelley, militaire français (° 2 août 1770).
- 1835 : John Marshall, juriste et homme d'État américain, président de la Cour suprême des États-Unis de 1801 à 1835 et secrétaire d'État des États-Unis de 1800 à 1801 (° 24 septembre 1755).
- 1854 : Georg Ohm, physicien allemand (° 16 mars 1789).
- 1866 : George Bruce, industriel, inventeur et entrepreneur écossais naturalisé américain (° 5 juillet 1781).
- 1869 : Agoston Haraszthy, pionnier dans la viticulture californienne (° 30 août 1812).
- 1885 : Mary Bennett, première et seule gardienne de phare en Nouvelle-Zélande (° 1816).
- 1886 : Paul Hamilton Hayne, poète américain (° 1er janvier 1830).
- 1893 : Guy de Maupassant, écrivain français (° 5 août 1850).
- 1894 : Takahashi Yuichi (高橋 由一), peintre japonais (° 20 mars 1828).

### XXesiècle
- 1902 : Maria Goretti, vierge, martyre et sainte catholique (° 16 octobre 1890).
- 1916 : Odilon Redon, peintre symboliste français (° 20 avril 1840).
- 1918 : Wilhelm Mirbach, diplomate allemand (° 2 juillet 1871).
- 1919 : Anatoli Jelezniakov, militaire de la Guerre civile russe (° 20 avril 1895).
- 1944 : Chuichi Nagumo (南雲 忠一), militaire japonais (° 25 mars 1887).
- 1945 : Adolf Bertram, prélat allemand (° 14 mars 1859).
- 1946 : Jeanne Lanvin, styliste française (° 1er janvier 1867).
- 1952 :
  - Maryse Bastié, aviatrice française (° 27 février 1898).
  - Louis-Alexandre Taschereau, homme politique, 14e Premier ministre du Québec de 1920 à 1936 (° 5 mars 1867).
- 1957 : 
  - Arthur de Kock, joueur de rugby à XV sud-africain (° 11 janvier 1866).
  - Henry Février, compositeur français (° 2 octobre 1875).
- 1959 : George Grosz, peintre allemand (° 26 juillet 1893).
- 1962 : William Faulkner, écrivain américain, prix Nobel de littérature en 1949 (° 25 septembre 1897).
- 1963 : Geneviève Guitry, actrice française, quatrième épouse de Sacha Guitry (° 3 mai 1914).
- 1971 : Louis Armstrong, musicien américain (° 4 août 1901).
- 1972 : Brandon De Wilde, acteur américain (° 9 avril 1942).
- 1973 : 
  - Joe E. Brown, acteur et comédien américain (° 28 juillet 1892).
  - Otto Klemperer, chef d’orchestre allemand (° 14 mai 1885).
  - Wickey McAvoy, joueur de baseball américain (° 20 octobre 1894).
- 1974 : Francis Blanche, acteur et cinéaste français (° 20 juillet 1921).
- 1975 : Otto Skorzeny, militaire allemand (° 12 juin 1908).
- 1977 : Hu Nim (ហូ នឹម), homme politique cambodgien (° 1932).
- 1978 : Babe Paley, personnalité mondaine américaine (° 5 juillet 1915).
- 1979 : Van McCoy, musicien, compositeur, arrangeur, réalisateur artistique et chef d’orchestre américain (° 6 janvier 1940).
- 1989 :
  - Jean Bouise, comédien français (° 3 juin 1929).
  - János Kádár (Giovanni Czermanik dit János Csermanek puis), homme politique hongrois, président du Conseil des ministres de 1956 à 1958, puis de 1961 à 1965, premier secrétaire du Parti socialiste ouvrier hongrois, de 1956 à 1988 (° 26 mai 1912).
- 1990 : Jean-Maurice Bailly, journaliste et animateur sportif québécois (° 20 mai 1920).
- 1994 : Cameron Mitchell, acteur américain (° 4 novembre 1918).
- 1996 : Kathy Ahern, golfeuse professionnelle américaine (° 7 mai 1949).
- 1998 :
  - Félix Assunção Antunes, footballeur portugais (° 14 décembre 1922).
  - Georges Maton, cycliste sur piste français (° 25 novembre 1913).
  - Roy Rogers, acteur américain (° 5 novembre 1911).
- 1999 : Joaquín Rodrigo, compositeur espagnol (° 22 novembre 1901).
- 2000 : Wladyslaw Szpilman, musicien polonais (° 5 décembre 1911).

### XXIesiècle
- 2002 : John Frankenheimer, cinéaste américain (° 19 février 1930).
- 2003 :
  - Pepe Dominguín (José Gonzalez Lucas dit), matador espagnol (° 15 mars 1921).
  - Buddy Ebsen, acteur, danseur et chanteur américain (° 2 avril 1908).
  - Antonio Ignacio Velasco García, prélat vénézuélien (° 17 janvier 1929).
  - Gilles Tremblay, homme politique québécois (° 25 juin 1930).
- 2004 :
  - Thomas Klestil, homme politique autrichien, président de la République d'Autriche de 1992 à 2004 (° 4 novembre 1932).
  - Syreeta Wright, chanteuse et compositrice américaine (° 3 août 1946).
- 2005 :
  - Patrick Gray, directeur du FBI entre 1972 et 1973 (° 18 juillet 1916).
  - Ed McBain, écrivain américain (° 15 octobre 1926).
  - Claude Simon, écrivain français, prix Nobel de littérature en 1985 (° 10 octobre 1913).
  - Richard Verreau, artiste lyrique canadien (° 1er janvier 1926).
- 2006 : Kasey Rogers, actrice américaine (° 15 décembre 1926).
- 2007 :
  - Marc Lacroix, photographe français (° 1927).
  - Eileen Wearne, athlète de sprint australienne (° 30 janvier 1912).
  - Kathleen Woodiwiss, écrivain américain (° 3 juin 1939).
- 2008 :
  - Bobby Durham, musicien américain (° 3 février 1937).
  - Guy Lardreau, philosophe français (° 28 mars 1947).
  - Nonna Mordioukova, actrice soviétique puis russe (° 25 novembre 1925).
  - Giovanni Viola, footballeur italien (° 20 juin 1926).
- 2009 :
  - Vassili Aksionov, écrivain soviétique puis russe (° 20 août 1932).
  - Robert McNamara, homme d'affaires et homme politique américain, secrétaire à la Défense des États-Unis de 1961 à 1968 et président de la Banque mondiale de 1968 à 1981 (° 9 juin 1916).
  - Bleddyn Williams, joueur de rugby à XV gallois (° 22 février 1923).
- 2010 : 
  - Jacques Bouteloup, mathématicien français (° 17 septembre 1918).
  - Sacha Briquet, acteur français (° 16 avril 1930).
- 2011 :
  - Steve Cardiff, homme politique canadien (° 10 août 1957).
  - Paul-André Crépeau, juriste canadien (° 20 mai 1926).
  - Mani Kaul, réalisateur, scénariste et producteur de cinéma indien (° 25 décembre 1944).
- 2012 :
  - Charles David Ganao, diplomate et homme politique congolais (° 20 juillet 1928).
  - Élie Marsy, cycliste sur route français (° 14 juillet 1921).
  - Anthony Sedlak, chef cuisinier canadien (° 12 avril 1983).
- 2017 : Alain Gagnon, écrivain québécois (° 18 mars 1943).
- 2018 : Shōkō Asahara, fondateur de la secte japonaise Aum Shinrikyō (° 2 mars 1955).
- 2019 : 
  - Cameron Boyce, acteur, danseur, chanteur et mannequin américain (° 28 mai 1999).
  - João Gilberto, musicien brésilien  (° 10 juin 1931).
- 2020 : Ennio Morricone, compositeur italien de musiques de films (° 10 novembre 1928).
- 2021 (dans la nuit du 5 au 6) : professeur Axel Kahn, généticien français (° 5 septembre 1944).
- 2022 : 
  - James Caan, acteur américain (° 26 mars 1940).
  - Arnaldo Pambianco.→
- 2024 : Pino D'Angiò, chanteur italien (° 14 août 1952).

## Célébrations

### Internationale
Journée internationale du baiser[réf. à confirmer].

### Nationales
- Comores (Union africaine) : fête nationale célébrant leur indépendance de 1975.
- Kazakhstan (ex-Union soviétique puis C.É.I.) : fête de la capitale Noursoultan (anciennement Astana)[10], re-nommée pour l'instant du prénom de son chef de l'État abdicataire de 2019 Nazarbaïev le jour de l'anniversaire de la naissance en 1940 ci-avant de ce dernier.Détail de foule lors de fêtes de San Fermín dans une plaza de toros à Pampelune en Navarre et Pays basque

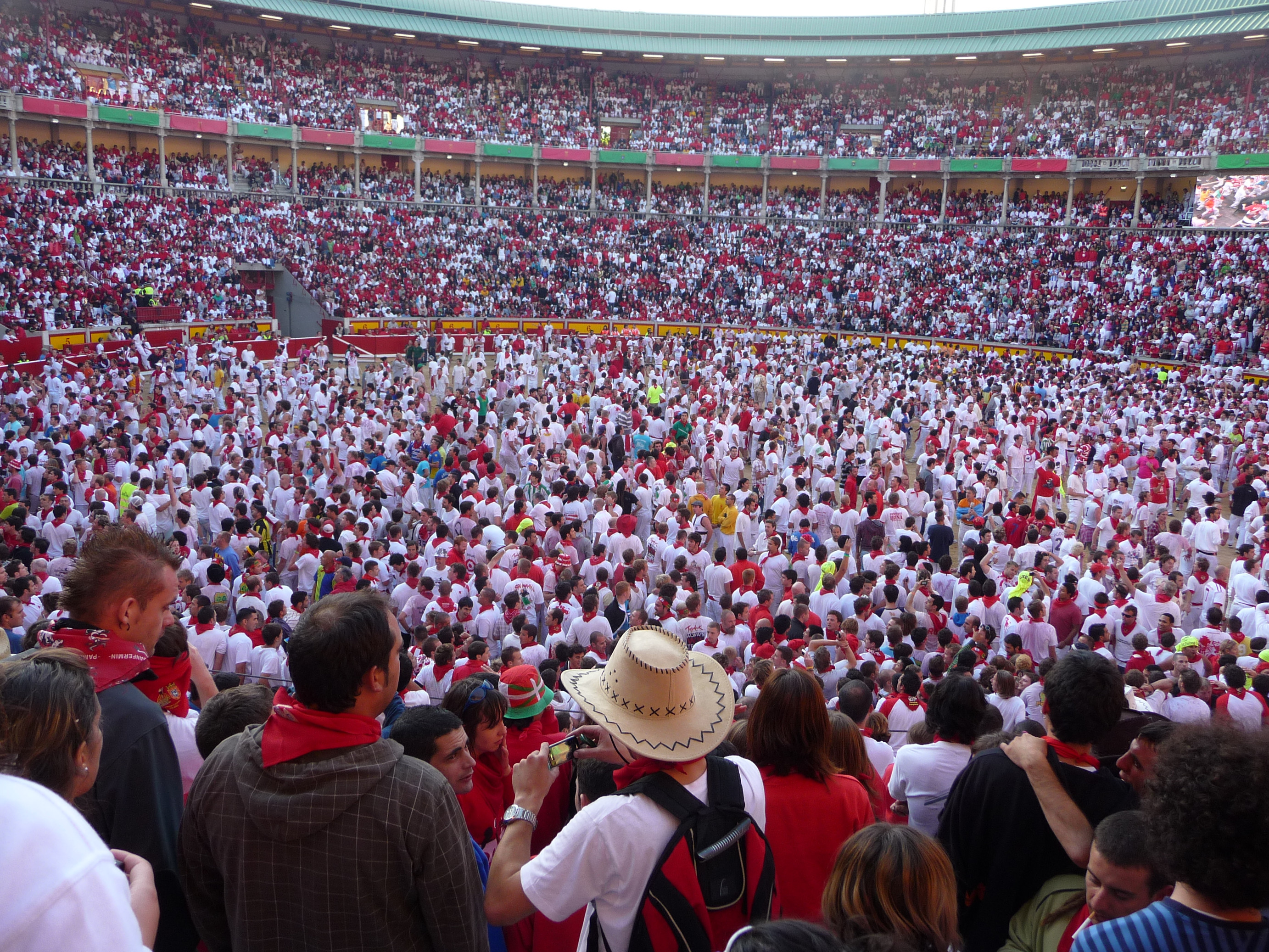
Détail de foule lors de fêtes de San Fermín dans une plaza de toros à Pampelune en Navarre et Pays basque

- Lituanie (Union européenne à zone euro) : jour de l'État[11] pour célébrer le couronnement de Mindaugas en 1253 (plus haut également).
- Malawi (Union africaine) : fête nationale de l'indépendance et de la République.
- Pampelune (Navarre, Pays basque lato sensu, Espagne et Union européenne à zone euro) : début des fêtes de San Fermín en illustration ci-contre (voir aussi 25 septembre des Hermann sinon 11 octobre).
- Tchéquie (Union européenne) : fête de Jan Hus (1415)[12].
- Tibet, voire Bhoutan et Inde du nord : voir religion ci-dessous.

### Religieuse
bouddhiste : anniversaire de la naissance du 14e dalaï-lama tibétain en 1935 ci-avant.

### Saints des Églises chrétiennes

#### Saints des Églises catholiques et orthodoxes
Référencés ci-après in fine, :
- Asteios de Dyrrachium († vers 100), évêque de Dyrrachium en Nova Epirus (aujourd'hui Durazzo ou Durrës en Albanie), martyr sous Trajan.
- Berthier († 715 ou 764 ou 775) -ou « Berthaire » ou « Bathaire »-, prêtre, avec son diacre saint Athalène -ou « Attalein » ou « Attale »-, pèlerins d'Aquitaine, martyrs à Menoux non loin de Faverney en Franche-Comté.
- Dominique († entre 300 et 305), vierge et martyre en Campanie sous l'empereur romain Dioclétien (voir aussi 8 août).
- Gervais (IVe siècle), diacre de l'Église du Mans, martyr par la main de brigands à l'actuelle Saint-Gervais-en-Vallière en Bourgogne.
- Goar de Rhénanie († 575), prêtre et solitaire.
- Isaïe (VIIIe siècle av. J.-C.) -ou « Ésaïe »-, prophète du Tanakh (Ancien Testament) qui aurait vécu sous le règne de Hizquya (Ézéchias) ; date occidentale, fêté le 9 mai en Orient[15].
- Macrine (IVe siècle), Abbesse dans le Poitevin.
- Monenne († 517), Abbesse en Irlande.
- Noyale de Pontivy (VIe siècle), martyre bretonne.
- Pallade († 450), Evêque d'Aberdeen.
- Romulus et ses compagnons (Ier siècle), martyrs.
- Seaxburh († vers 700), princesse et reine anglo-saxonne devenue abbesse d'Ely.
- Sisoès de Scété († vers 429) dit « le Grand », père du désert du monachisme chrétien des premiers siècles.

#### Saints et bienheureux des Églises catholiques
référencés ci-après :
- Angèle de Bohême († 1243), recluse dans le monastère de Prague (voir aussi 27 janvier).
- Augustin-Joseph Desgardin († 1794) - ou « frère Élie »-, bienheureux, religieux cistercien martyr sous la Révolution française (voir encore 27 mai et 28 août).
- Godelieve de Ghistelles († 1070), martyre.
- Maria Goretti († 1902), laïque italienne vierge et martyre (voir 15 août et 1er janvier "mariaux" entre nombreux autres, 22 juillet).
- Marie-Thérèse Ledóchowska († 1922), bienheureuse religieuse polonaise, Fondatrice des missionnaires de St Pierre Claver.
- Nazaire de Sainte-Thérèse March Mesa († 1943), religieuse espagnole fondatrice en Bolivie de l'Institut des Missionnaires Croisées.
- Pierre Wang Zuolong († 1900), Martyr chinois.
- Suzanne Deloye († 1794) -ou « Susanne » ou « Sœur Marie-Rose »-, bénédictine de Caderousse, martyre à Orange avec trente-deux religieuses de divers ordres sous la Révolution française[16].
- Thomas Aufield († 1585), Bienheureux prêtre et martyr anglais.

#### Saint orthodoxe
Sisoès autre que ci-avant, aux dates éventuellement "juliennes" / orientales († XIIIe siècle), ermite des grottes de Kiev en Ukraine.
- Cyrille de Thessalonique († 1566), cordonnier puis moine de Chilandar, martyr brûlé vif à Thessalonique par la main de musulmans.

### Prénoms du jour
Bonne fête aux Marietta et ses variantes : Marieta, Marietou et Mariette (voir Maria, Marie, Mariella, Marielle, Marinella, Marinette -1er janvier, 15 août & autres ci-avant décès en 1902).
Bonne fête également aux Godeleine et ses variantes Godelieve, Godeliève, Godelaine ou Godelive.
Et aussi aux :
- Goar,
- Isaïe,
- Marie-Rose (et 23 août etc.),
- aux Nolwen et ses variantes autant bretonnes : Nolwenn et Nolwenne ;
- aux Sexburge.

## Traditions voire superstition

### Astrologie
Signe du zodiaque : 15e jour du signe astrologique du cancer.

## Toponymie
Les noms de plusieurs voies, places, sites ou édifices de pays ou régions francophones contiennent cette date sous diverses graphies : voir Six-Juillet .